# Luc Magloire Atangana Mbarga
Pour les articles homonymes, voir Atangana et Mbarga.
Luc-Magloire Mbarga Atangana est un homme d'État camerounais, né en 1954 à Nsazomo dans le département de la Mefou-et-Afamba, région du Centre, au Cameroun français. Il est depuis le 8 décembre 2004 ministre du Commerce.

## Biographie

### Études
Luc Magloire Atangana Mbarga fait ses études secondaires au Moyen Séminaire de Mvolyé, à Yaoundé, où il obtient un Baccalauréat A2. Il s'inscrit ensuite à la faculté de Droit et Sciences Économiques de l'Université de Yaoundé où il obtient une licence en Droit et Sciences économiques en 1977. Il obtient ensuite un DESS en Transport International, Maritime et Aérien à l'Université de Paris 1 Panthéon-Sorbone, et un DESS en Droit des Entreprises Publiques aux Universités Paris-Dauphine et Paris-Sud.

### Carrière
Luc Magroilre Atangana Mbarga occupe plusieurs postes à la Caisse Nationale de Prévoyance Sociale (CNPS). Il est tour à tour Adjoint au chef de service Administratif, chef de service des Études et attaché de direction Général.
Il assume ensuite les fonctions de premier délégué pour l'Europe et l'Afrique du Nord de l'Organisation Camerounaise de la Banque (OCB), à Paris.
Il est actuellement le porte-parole des pays ACP (pays d'Afrique, Caraïbes et de l'océan Pacifique partenaires de l'Union Européenne) aux négociations commerciales multilatérales à l'OMC (Organisation Mondiale du Commerce).
Il est nommé à la tête du Ministère du Commerce le 8 décembre 2004.